# Нукуалофа
Нукуалофа (на тонгански: Nukuʻalofa) е най-големият град и столицата на Кралство Тонга.
Разположен е на остров Тонгатапу и е най-голямото пристанище на страната.

## Население
Според преброяване от 2006 г., в Нукуалофа живеят 23 658 души.

## Побратимени градове
- Уитби, Великобритания